# Riscos de les xarxes socials en infants i joves
La xarxa social a Internet, malgrat afavorir les relacions socials, poden comportar riscos. En els últims anys, han suposat tota una revolució en la forma d'entendre les relacions socials humanes i a hores d'ara continuen essent un fenomen amb el qual estem aprenent a conviure i que clarament ens aporta avantatges, però també inconvenients. Segons el Departament d'Ensenyament de la Generalitat de Catalunya, alguns d'aquests riscos van lligats directament a la xarxa mateixa i no els podem preveure, com relacionar-se amb persones desconegudes o trobar continguts no adients. Però n'hi ha d'altres que depenen de la utilització que en facin els/les nois/es. A continuació, esmentem alguns dels riscos més importants que poden trobar els joves en l'ús de les xarxes a Internet:
- De vegades participen en xarxes socials falsificant les dades sobre la seva edat. En aquests entorns poden conèixer persones no adequades.
- A les xarxes socials és fàcil crear un perfil amb dades personals falses. Si els vostres fills es relacionen amb persones desconegudes poden ser enganyats.
- Quan comparteixen informació a Internet perden el control sobre aquesta informació perquè no poden saber a quanta gent arribarà i tampoc la poden “eliminar”.
- Molts adolescents no gestionen bé els permisos i autoritzacions perquè altres usuaris vegin les seves dades, fotos, comentaris... i perden totalment la seva privacitat.
- De vegades els joves publiquen informació, dades personals i hàbits de la família (adreces, telèfons, horaris, escola, espais de lleure...) que poden arribar a comportar riscos de robatoris a casa, assetjament, xantatge…
- Cada vegada els adolescents tenen més aviat ordinador i telèfon mòbil per connectar-se a xarxes socials. En aquestes edats, encara no són prou conscients dels perills que poden comportar i les precaucions que cal adoptar. A més a més, aquests dispositius estan substituint els ordinadors convencionals, per la qual cosa heu de fer un seguiment més acurat de l'ús que en fan.
- De vegades els infants i joves no tenen connexió permanent a Internet al seu mòbil i es connecten a les xarxes socials a través de Wi-Fi públiques i gratuïtes. Aquestes connexions són menys segures perquè els poden prendre dades personals, traspassar virus informàtics, etc.
- De vegades els joves passen moltes hores connectats i deixen de fer altres activitats, com quedar amb els amics, fer esport, estudiar..., cosa que pot comportar l'aïllament i la dependència a les xarxes.
- Un mal ús d'Internet i de les xarxes socials, en casos molt extrems, pot comportar ansietat, depressió, aïllament, trastorns de la son... Poden ser víctimes o agressors dels seus propis amics i companys de classe (fotografies manipulades o vexatòries, comentaris grollers...). Les xarxes socials permeten l'anonimat, que de vegades és aprofitat per tenir conductes inadequades. A més a més, el fet de no veure la víctima fa que els agressors no s'adonin del mal que estan provocant. En aquest sentit, els infants i/o joves pordien arribar a ser tant víctimes com agressors de ciberassatjament.
- Alguns joves, com a joc, envien fotografies als amics en situacions compromeses, sense pensar en l'ús que es pot fer de la seva imatge personal i els problemes que els podria comportar en un futur, ja que deixen de tenir control sobre les fotografies publicades, que queden a la xarxa durant molt de temps.
- Cal advertir-los que, en cas que el seu ordinador tingui una càmera web incorporada, persones desconegudes la poden activar amb determinats programes i envair la seva intimitat sense que ells se n'adonin.

No obstant això, el risc més important que poden tenir els adolescents a les xarxes socials és la despreocupació o ignorància que de vegades mostren davant dels perills de la xarxa.